# Stomatoporina lamii
Stomatoporina lamii är en mossdjursart som beskrevs av Balavoine 1958. Stomatoporina lamii ingår i släktet Stomatoporina och familjen Stomatoporidae. Inga underarter finns listade i Catalogue of Life.